# Aciagrion huaanense
Aciagrion huaanense är en trollsländeart som beskrevs av Xu 2005. Aciagrion huaanense ingår i släktet Aciagrion och familjen dammflicksländor. Inga underarter finns listade i Catalogue of Life.